# قائمة القوانين
هي قائمة من «القوانين» المطبقة على مختلف التخصصات من العلوم بعضها يكون مثبت ومبرهن مادياً ونظرياً والبعض الآخر يكون متنبأء به وتسمى قوانين على الرغم من أن أغلبها، لا تنطبق عليها المعنى القانوني، كما لا يمكن اختبارها علميا. وتسمى هذه «القوانين» في بعض الأحيان قواعد الإبهام.
انظر قائمة من الموضوعات القانونية ل«قوانين» بالمعنى القانوني.

## قوانين فيزيائية
- قانون نيوتن

## قوانين علم الفلك وعلم الكونيات
- قانون هابل
- قانون بود
- قانون ديرموت

## قوانين علم الحاسوب
قوانين علوم الكمبيوتر
- قانون أمدال.
- قانون جودوين
- قانون بيل
- قانون بروكس
- قانون هيك
- قانون لينوس
- قانون متكالف
- قانون مور (تطوير الأجهزة)
- قانون ريد

## القوانين الاقتصادية
- قوانين العرض والطلب
- قانون كريشام
- قانون الأقوال
- قانون تناقص المنفعة الحدية
- قانون ريكاردو
- قانون اوكون

## القوانين اللغوية
- -قانون جريم - فيما يتعلق بالتغييرات الصوتية

## القوانين الرياضية
- قانون الأعداد الكبيرة

## قوانين الخيال العلمي المؤلفة
- قوانين كلارك الثلاثة
- قانون سمك الحفش
- قوانين الروبوتات الثلاثة (مجموعة اسحق اسيموف خيالية القوانين)

## القوانين العامة
- القانون بنفورد
- قانون هيلت
- قانون ستيجلير في المسماة (مسماة)
- قانون مورفي